# 狭間町
狭間町（はざままち）は、東京都八王子市の地名。丁番を持たない単独町名であり、住居表示未実施区域。郵便番号は193-0941（八王子南郵便局管区）。

## 地理
八王子市西南部に位置する。東西に長く西に行くほど標高が高い。町田街道の東側に狭間工業団地があり、西側には高尾紅葉台住宅が整備されている。また急な坂が多い。高尾紅葉台住宅は駅から遠く坂も多いため自治会がバスを運行している。
西側の初沢町とは接しているものの車では遠回りをしなければならない。
東は館町、椚田町、西は初沢町、南は館町、北は東浅川町、初沢町と接している。

### 地価
住宅地の地価は、2014年（平成26年）1月1日の公示地価によれば、狭間町1737番5の地点で13万9000円/m2となっている。

## 歴史
江戸時代まで現椚田町とともに下椚田村の一部であった。

### 沿革
- 1533年（天文2年）高楽寺が創建される。
- 1889年（明治22年）4月1日 神奈川県南多摩郡散田村、下長房村、下椚田村、館村、寺田村、大船村が合併し横山村が成立する。下椚田村は横山村大字下椚田となる。
- 1893年（明治26年）4月1日 南多摩郡が北多摩郡、西多摩郡とともに東京府へ編入する。
- 1943年（昭和18年）7月1日 東京都制施行。
- 1955年（昭和30年）4月1日 元八王子村、恩方村、川口村、加住村、由井村とともに八王子市へ編入する。横山村大字下椚田は八王子市下椚田となる。
- 1956年（昭和31年）10月1日 町名変更により八王子市下椚田の一部が狭間町へ移行。

### 地名の由来
狭い道路が入り組んでいたことから。

## 世帯数と人口
2017年（平成29年）12月31日現在の世帯数と人口は以下の通りである。
| 町丁   | 世帯数    | 人口    |
| ------ | --------- | ------- |
| 狭間町 | 2,829世帯 | 6,343人 |

## 小・中学校の学区
市立小・中学校に通う場合、学区は以下の通りとなる。
| 番地                         | 小学校                 | 中学校               | 通学許可校                                                              |
| ---------------------------- | ---------------------- | -------------------- | ----------------------------------------------------------------------- |
| 3番地 7番地                  | 八王子市立浅川小学校   | 八王子市立浅川中学校 |                                                                         |
| 1462番地5 （タウンズ八王子） | 八王子市立東浅川小学校 | 八王子市立陵南中学校 | 八王子市立椚田小学校 八王子市立椚田中学校（椚田小卒業の場合は入学可能） |
| その他                       | 八王子市立東浅川小学校 | 八王子市立陵南中学校 |                                                                         |

## 交通

### 鉄道
町田街道の東側は京王電鉄高尾線狭間駅が近く、北部などは高尾駅が近い。

### 路線バス
- 京王バス南・高尾営業所が運行する京王八王子駅・高尾駅南口～館ヶ丘団地線が、町田街道を通過している。

### 道路・橋梁
- 東京都道47号八王子町田線（町田街道）
- 椚田遺跡公園通

## 施設

### 教育
- 実践学園高尾総合運動場
- 八王子市総合体育館 - エスフォルタアリーナ八王子

### 企業
- 佐藤製薬八王子工場
- ジャノメ本社・研究開発本部・生産本部
- SUBARU研修センター
- スリーボンド本社

### 商業
- 高尾の湯ふろッぴィ（八王子健康ランド）※2018年閉館
- イトーヨーカドー八王子店

### 公園
- 狭間スポーツ広場（八王子市西南部地域体育館などの建設が予定されている。）
- 狭間公園
- 狭間東公園
- 御衣公園
  - 高尾みころも霊堂
- 紅葉台中公園
- 紅葉台南公園
- 紅葉台西公園
- 初音台公園
- 猿額公園
- 桃源台公園

### 寺院・神社

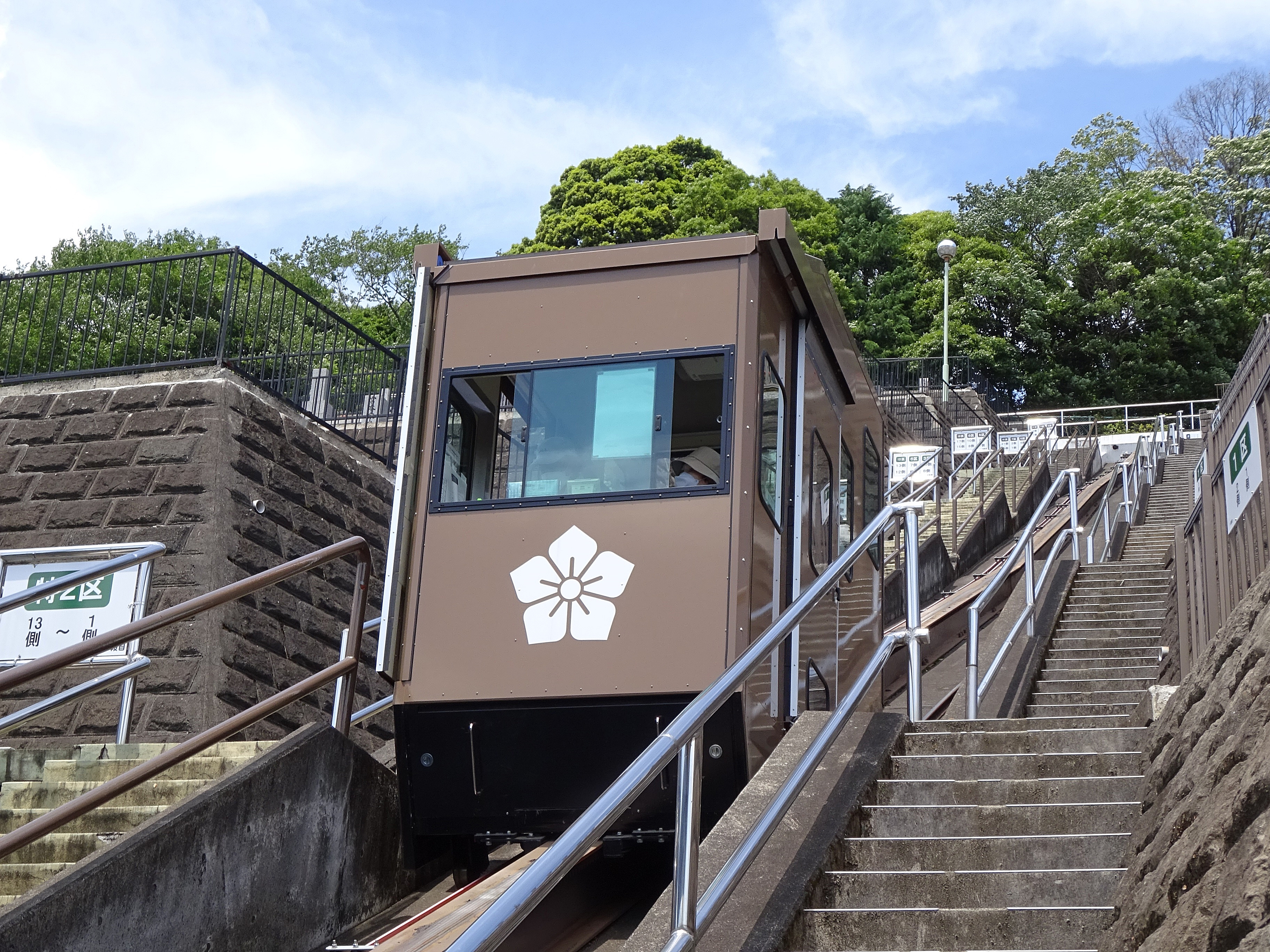
真福寺で運行される墓参用ラックカー

- 御嶽社（八王子市指定無形民俗文化財に指定されている狭間の獅子舞が行われている）
- 高楽寺（しだれ桜が有名。）
- 真福寺